# Fortalesa de São Pedro da Barra
La Fortalesa de São Pedro da Barra es troba en l'antic morro Kassandama, actual barri de Ngola Kiluange, a la ciutat de Luanda a Angola. És un edifici de planta irregular, adequant-se a una elevació del terreny. L'aspecte exterior és el d'una fortalesa emblanquinada. L'edifici molt deteriorat conserva a les seves sales interiors belles ceràmiques que retraten motius africans.

## Història
En 1663, Alfons VI de Portugal (1656-1667) va determinar el reforç de la defensa de la barra del port de Luanda. Això significa que, encara que la Fortalesa de São Pedro da Barra data de 1703, ja existia una primitiva estructura en aquest emplaçament. Aquest tipus de construcció és molt habitual en l'arquitectura colonial portuguesa, un exemple millor conservat a Luanda es troba a la Fortalesa de São Miguel (8° 48′ 27″ S, 13° 13′ 23″ E / 8.80750°S,13.22306°E).
Al llarg de la seva història, la São Pedro da Barra va ser utilitzada com a centre de reclusió d'esclaus en trànsit cap al continent americà.
Les ruïnes del fort van ser classificades com a Monument Nacional pel Decret Provincial n. 1.057, del 9 de setembre de 1932.
En 2010 es trobava en precàries condicions de conservació. De propietat estatal es troba sota la titularitat del Ministeri de Defensa i el Ministeri de Cultura, entitats encarregades de la seva conservació.